# 黃泥涌峽

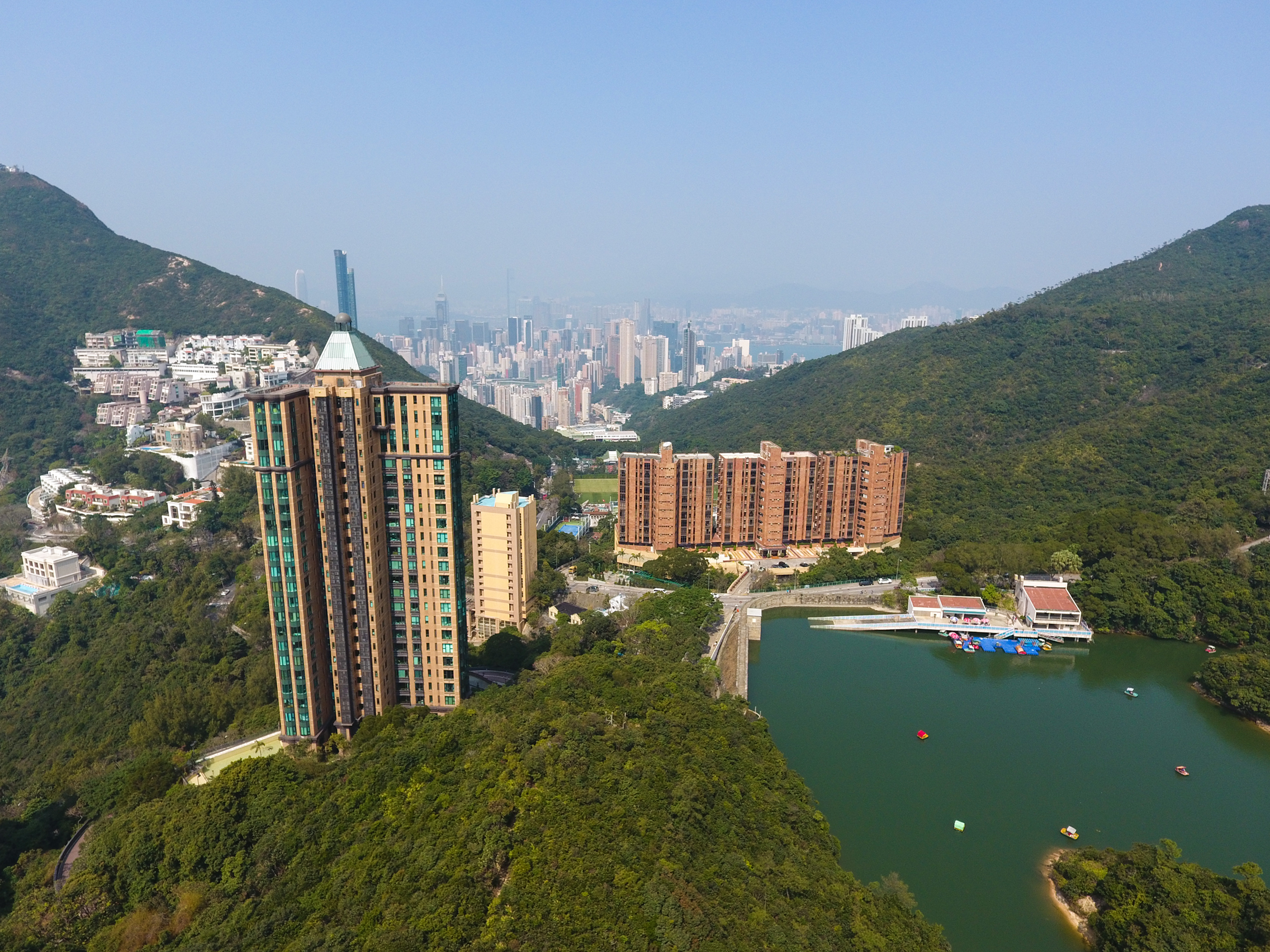
黃泥涌峽

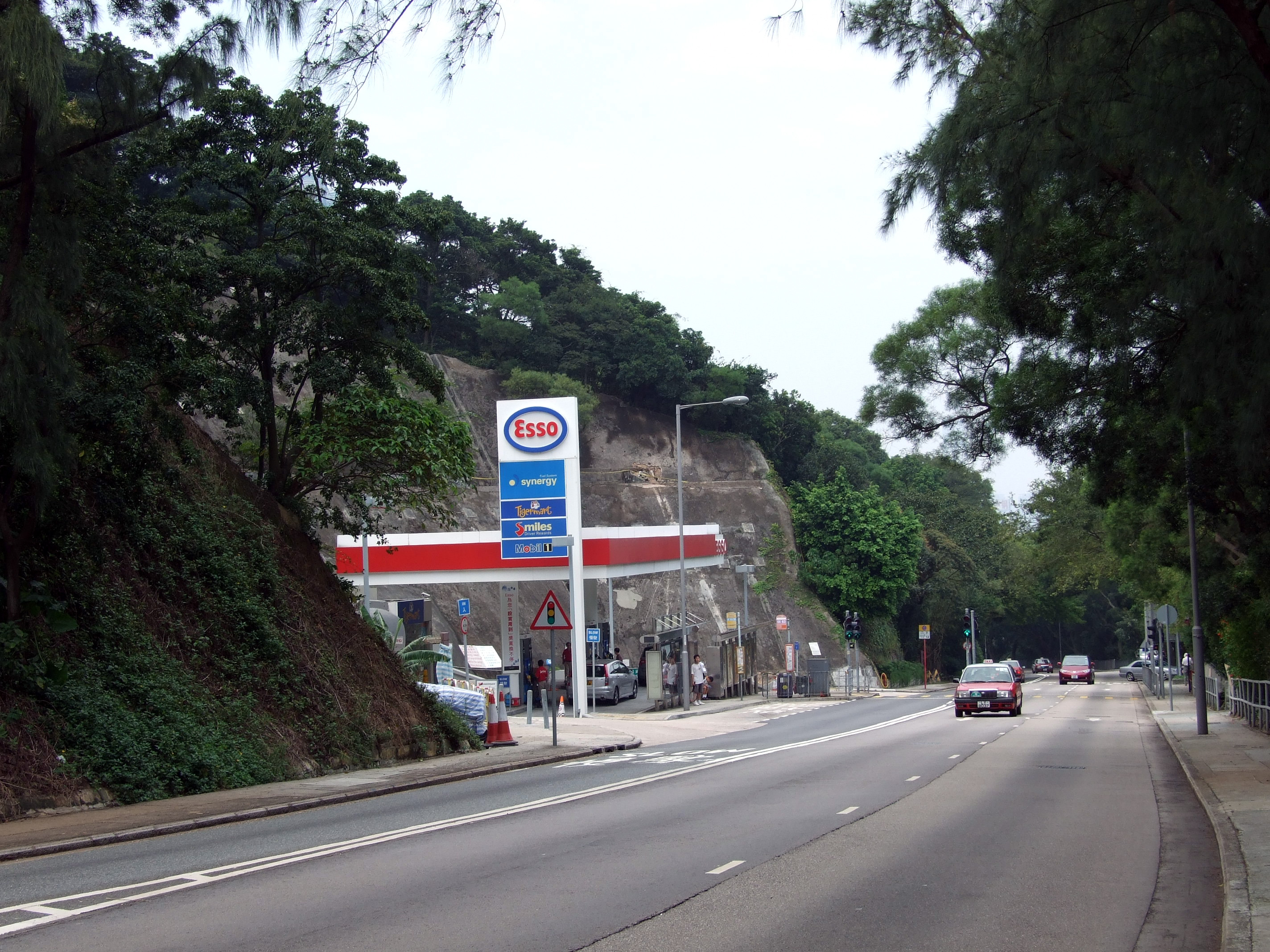
黃泥涌峽道近香港木球會

黃泥峽，簡稱黃泥涌（英語：Wong Nai Chung），位於聶高信山和渣甸山之間，是一個香港香港島灣仔區的山坳之一，北至大坑道，南至大潭水塘道及深水灣道，當中只有小部份屬南區，山坳位處海拔250米，因為是5條道路的匯合處，所以位置相當重要，在香港仔隧道於1982年通車前，連接該山坳的黃泥涌峽道是來往香港島南北岸的要道。

## 歷史

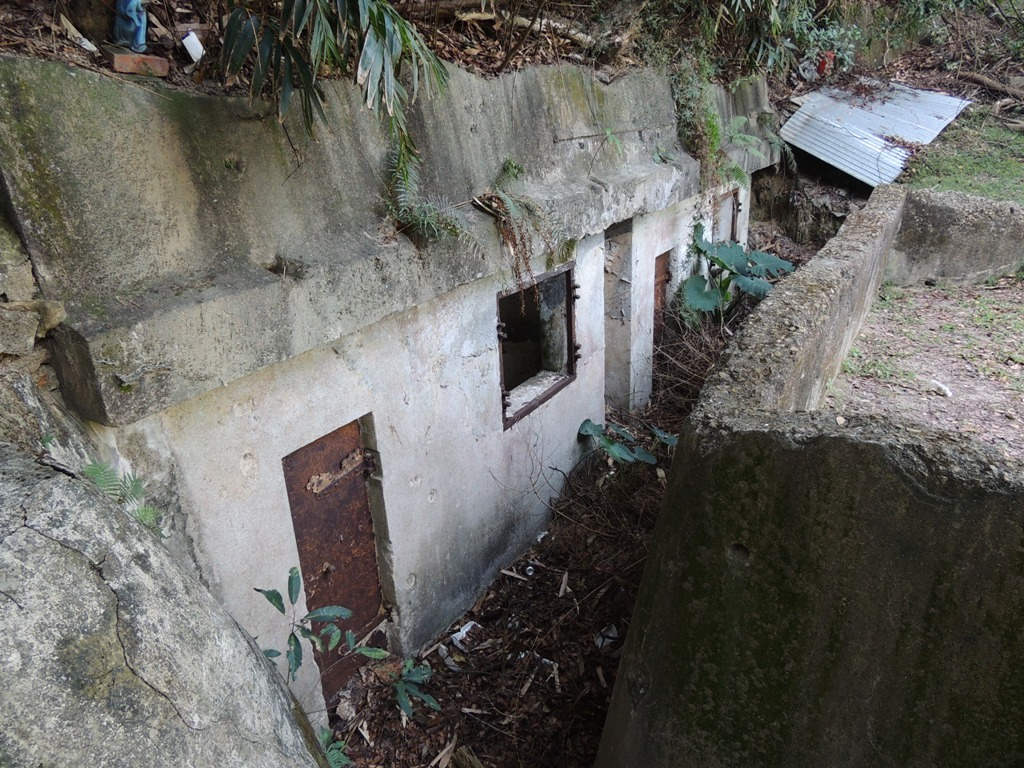
西旅指揮部的碉堡遺址

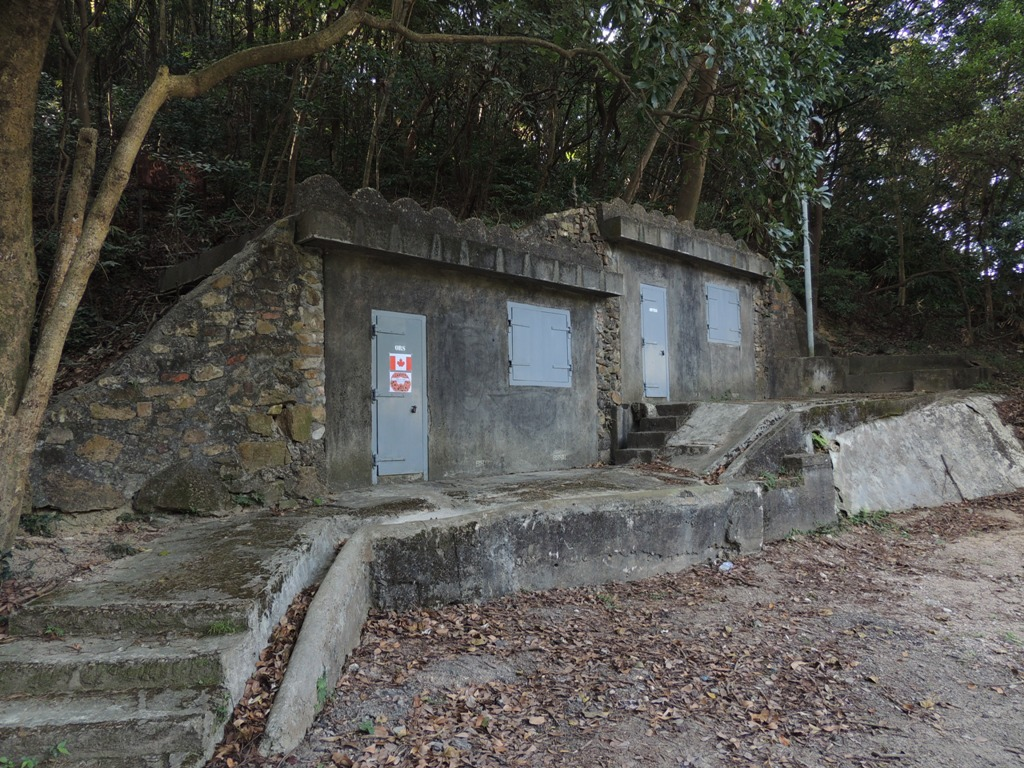
西旅指揮部的碉堡遺址

黃泥涌峽沿自從黃泥涌峽一帶形成的溪流所流下來的黃色泥水，故稱其為黃泥涌，後來該溪流改建成寶靈頓運河（鵝頸澗），現時已填成暗渠。隨著溪流而下的山峽口地方即今天的跑馬地。
1930年代初期，第二次世界大战期间，英國意識到日本對香港的威脅正在日益增加，加上黃泥涌峽在香港島中央扼守來往港島南北的要道，在軍事上具有重要性，所以駐港英軍興建了大量防禦工事，包括皇家炮兵第5AA高射炮陣地、地下營房及多座機槍堡等。
1941年12月8日香港保衛戰爆發，日本皇軍於12月18日晚上成功登陸香港島，日軍第230聯隊於12月19日清晨經金督馳馬徑抵達黃泥涌峽。上午10時30分，駐守於黃泥涌峽道旁的西旅指揮部受到日軍包圍及連番攻擊，加拿大援軍司令兼西旅旅長羅遜准將率領同僚突圍，但遭遇日軍密集開火射擊，他與多名一同突圍的守軍陣亡，羅遜准將亦成為香港保衛戰及加拿大軍在二戰中陣亡的最高級軍人，當時香港義勇防衛軍第3連第7、8、9排及加拿大溫尼伯榴彈營D連，為了扼守黃泥涌峽，與日本皇軍爆發連場激戰，皇家蘇格蘭營亦朝山峽發動反攻，在19至20日歷時一天的戰鬥，香港守軍陣亡達451人，日軍也有600人傷亡，但日軍最終於12月23日成功佔領黃泥涌峽及黃泥涌水塘，香港守軍因此陷入被東西分割，在灣仔的西旅與在赤柱的東旅只能各自為戰。黃泥涌峽軍事遺址於2009年12月確定列入香港二級歷史建築。

## 黃泥涌水塘

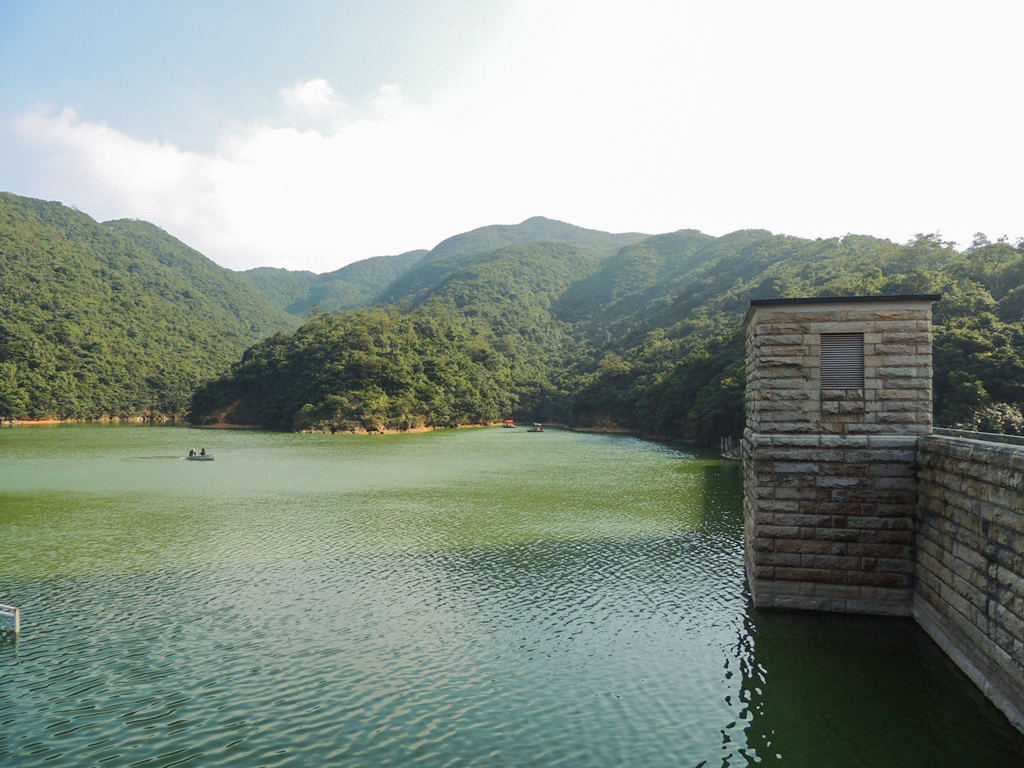
黃泥涌水塘

建在黃泥涌峽的黃泥涌水塘於1899年建成，為香港的第三個水塘。水塘有一弧形的水壩，高50呎、長270呎。但由於水塘儲水量小（2,700萬加侖）及維修費高昂的原因，該水塘在1978年停止運作。後改建成現時的黃泥涌水塘公園。
2009年，黃泥涌水塘聯同大潭水塘、薄扶林水塘、九龍水塘、城門水塘及香港仔水塘等5個建於第二次世界大戰前的水務設施，被列為香港法定古蹟，包括水塘內水壩、水掣房及溢流口；而工人宿舍則於2009年12月被古物諮詢委員會評定為香港二級歷史建築。

## 主要建築
- 陽明山莊
- 黃泥涌水塘公園（前黃泥涌水塘）
- 香港網球中心
- 香港木球會
- 聖約翰救傷隊烈士紀念碑

## 交通

### 主要道路
- 黃泥涌峽道
- 淺水灣道
- 深水灣道
- 大潭水塘道
- 布力徑

### 公共交通
巴士
- 城巴